# خورخه ایوان پرز
خورخه ایوان پرز (انگلیسی: Jorge Iván Pérez؛ زادهٔ ۲۳ مهٔ ۱۹۹۴) بازیکن فوتبال اهل آرژانتین است.
از باشگاه‌هایی که در آن بازی کرده‌است می‌توان به باشگاه اتلتیکو ایندپندینته و باشگاه فوتبال بانفیلد اشاره کرد.